# Katrina and the Waves
Katrina and the Waves – brytyjski zespół muzyczny nurtu pop rockowego założony w 1981 w Cambridge przez Kimberleya Rewa. Znany głównie dzięki przebojom Walking on Sunshine i Love Shine a Light, z którym  w 1997 wygrał 42. Konkurs Piosenki Eurowizji.

## Historia

### Początki istnienia
Na początku 1983 zespół nagrał materiał swój debiutancki album, zatytułowany Walking on Sunshine. Płyta zawierała dziesięć autorskich piosenek, początkowo nie wzbudziła zainteresowania żadnej z wytwórni muzycznych oprócz kanadyjskiej Attic Records, która zdecydowała się wydać krążek pod swoim szyldem na krajowym rynku. W kolejnym roku grupa wydała drugi album na terenie Kanady – EPkę Shock Horror!, a także płytę długogrającą zatytułowaną Katrina And The Waves 2 promowaną singiel Mexico, który zyskał zainteresowanie lokalnych rozgłośni radiowych. 

### 1984: Przełom w karierze,Walking on Sunshine
W tym samym roku inna piosenka zespołu, Going Down to Liverpool, została zauważona przez formację The Bangles, która postanowiła nagrać swoją wersję. Po publikacji coveru główne wytwórnie muzyczne zaczęły interesować się twórczością grupy, co doprowadziło do podpisania przez muzyków Katrina and the Waves kontraktu płytowego z wytwórnią Capitol Records w 1985. W tym samym roku wydali swój pierwszy międzynarodowy album studyjny sygnowany nazwą zespołu. Album promowany był przez singiel Walking on Sunshine, który trafił na czołówki list przebojów na całym świecie m.in. w Irlandii, Kanadzie, Australii, Wielkiej Brytanii, Stanach Zjednoczonych, Szwecji, Szwajcarii, Nowej Zelandii i Polsce. Popularność piosenki przyniosła grupie także nominację do Nagrody Grammy w kategorii Najlepszy nowy artysta. Drugim singlem promującym debiutancką płytę formacji był utwór „Do You Want Crying”. 

### 1986-97:Waves, Konkurs Piosenki Eurowizji
Rok po sukcesie pierwszego krążka na rynku ukazał się drugi album zespołu zatytułowany Waves. Z powodu nieporozumień z wytwórnią Capitol muzycy w tym samym roku rozwiązali umowę z wydawcą. W 1989 ukazał się ich trzeci krążek pt. Break of Hearts, który został wydany pod szyldem SBK Records. W 1990 w duecie z Erikiem Burdonem nagrali utwór We Gotta Get Out of This Place wykorzystany w ścieżce dźwiękowej serialu China Beach. W 1997 zespół został wybrany wewnętrznie przez brytyjskiego nadawcę publicznego na reprezentanta Wielkiej Brytanii podczas 42. Konkursu Piosenki Eurowizji z utworem „Love Shine a Light”, z którym ostatecznie wygrał finał widowiska, zdobywając łącznie rekordową wówczas liczbę 227 punktów od jurorów.
Dwa lata później zespół zawiesił działalność.

## Skład
- Katrina Leskanich – śpiew, gitara rytmiczna
- Kimberley Rew – gitara prowadząca
- Alex Cooper – perkusja
- Vince de la Cruz – gitara basowa

## Dyskografia

### Albumy studyjne
- Shock Horror (1983; jako The Waves)
- Walking on Sunshine (1983)
- Katrina and the Waves 2 (1984)
- Katrina and the Waves (1985)
- Waves (1986)
- Break of Hearts (1989)
- Pet The Tiger (1991)
- Edge of the Land (1993)
- Turnaround (1994)
- Walk on Water (1997)

### Albumy kompilacyjne
- Roses (1995)
- Katrina and the Waves / Waves (1996)
- Walking on Sunshine - Greatest Hits (1997)
- The Original Recordings - 1983-1984 (2003)

### Single
- Nightmare (1982; jako The Waves)
- Brown Eyed Son (1982; jako The Waves)
- Que te quiero
- Plastic Man
- Walking on Sunshine
- Do You Want Crying
- Is That It
- Sun Street
- That's the Way
- Rock 'N' Roll Girl
- Love Shine a Light
- Walk on Water